# Де Грегорио, Раф
Ра́ф де Грего́рио (англ. Raf de Gregorio; 20 мая 1977, Веллингтон) — новозеландский футболист, полузащитник. В 2000—2007 годах выступал за сборную Новой Зеландии, за которую провёл 23 матча и забил 2 мяча.

## Карьера

### Клубная
Раф де Грегорио начал профессиональную карьеру в клубе «Уэстерн Сабёрбс» из города Порируа в 1997 году. Уже в 1998 году, полузащитник впервые в своей карьере переехал в Европу, подписав контракт с ирландским клубом «Богемианс» из города Дублин. В том же, 1998 году, Раф перешёл в клуб из другого европейского чемпионата, им стал нидерландский «Дордрехт». За «Дордрехт» де Грегорио выступал в течение двух лет, в ходе которых он принял участие в 22 матчах клуба и забил один гол. В 2001 году полузащитник переехал в Шотландию, где в течение одного года выступал за клуб «Клайд». В 2002 году Раф вернулся на Родину, где отыграл сезон за «Футбол Кингз» из города Окленд.
В 2003 году Раф де Грегорио впервые переехал в Финляндию, где в ходе двух лет он играл в двух клубах, которыми стали «Йокерит» и «ХИК». В конце 2004 года полузащитник вновь вернулся в Новую Зеландию, где до 2005 года выступал за клуб из родного города с одноимённым названием «Тим Веллингтон». За «Тим Веллингтон» в этот период де Грегорио сыграл в 9 матчах, в которых забил 4 гола. В 2005 году Раф вновь вернулся в финский «ХИК», за который в ходе одного сезона сыграл в 16 матчах, в которых забил 1 гол. В конце 2005 года полузащитник вновь вернулся в «Тим Веллингтон», за который впоследствии выступал в течение трёх лет.
В 2008—2010 годах Раф де Грегорио выступал за новозеландский клуб «Янгхарт Манавату» из города Палмерстон-Норт под номером 16.
С 2010 по 2015 годы де Грегорио выступал за клуб региональной Центральной Премьер-лиги Новой Зеландии «Веллингтон Олимпик».

### В сборной
Раф де Грегорио дебютировал в сборной Новой Зеландии 14 января 2000 года в товарищеском матче против сборной Китая, который закончился со счётом 0:1.
Единственным официальным турниром, проводимым под эгидой ФИФА, стал для Рафа Кубок конфедераций 2003, на котором полузащитник принял участие в двух матчах своей команды. 20 июня 2003 года де Грегорио принял участие в матче с Колумбией (1:3, отыграл весь матч), а 22 июня с Францией (0:5, отыграл весь матч). В матче против сборной Колумбии полузащитник забил гол, который стал единственным для сборной Новой Зеландии в данном турнире.
Раф де Грегорио завершил выступления за сборную в феврале 2007 года.